# وسا یوکینن
وسا یوکینن (انگلیسی: Vesa Jokinen؛ زادهٔ ۱۷ فوریهٔ ۱۹۷۰) خواننده، و آهنگساز اهل فنلاند است.